# Ottavio Vannini

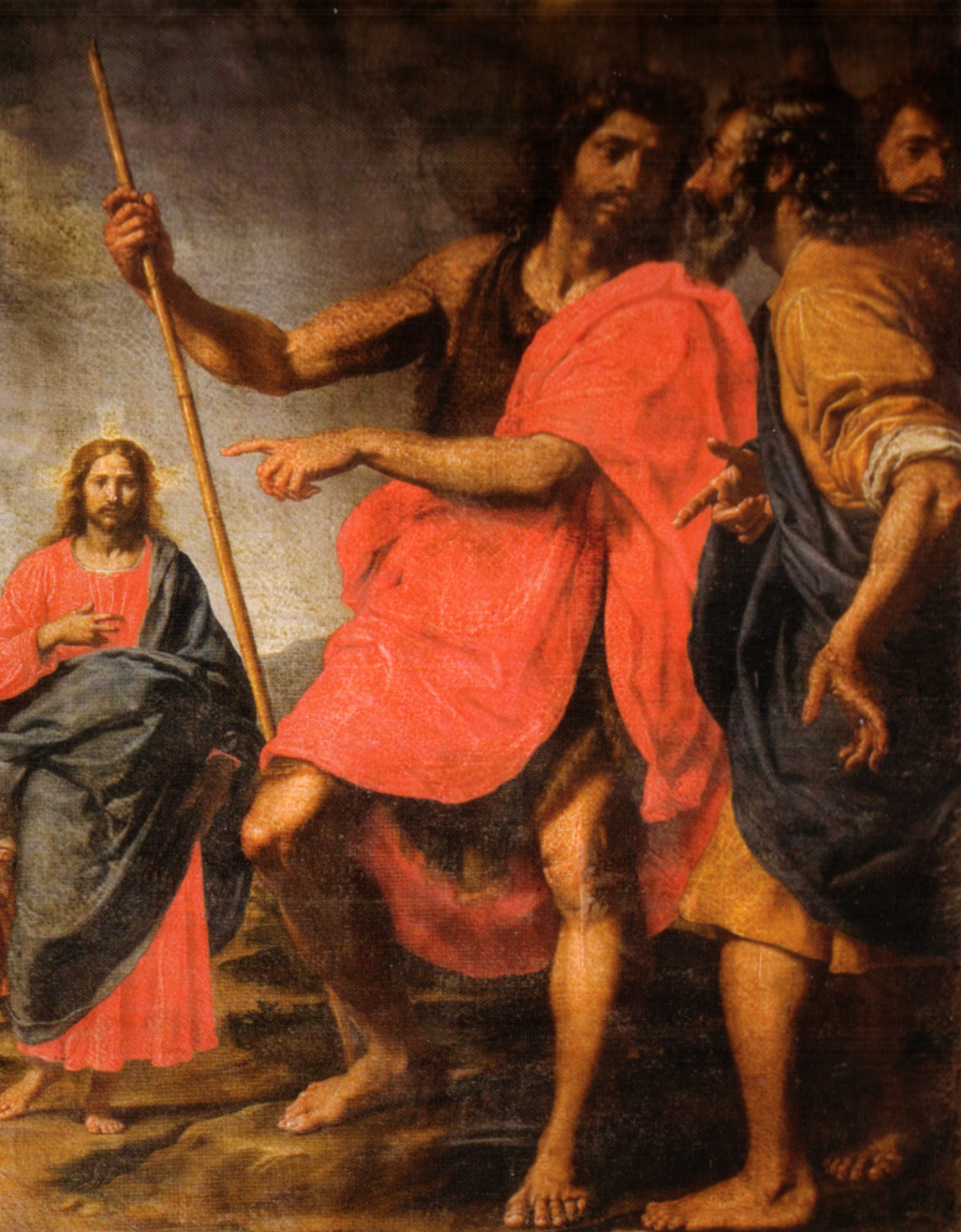
Saint Jean montrant le Christ à saint André, San Gaetano, Florence.

Ottavio Vannini (Florence, 15 septembre 1585 - 24 février 1644) est un peintre italien baroque du XVIIe siècle qui fut actif principalement à Florence.

## Biographie
Ottavio Vannini est né à Florence où il est d'abord apprenti pour quatre ans chez Giovanni Battista Mercati puis il se forme à Rome dans l'atelier de Anastasio Fontebuoni (1580-1626) puis retourne à Florence pour travailler avec Domenico Passignano et où, en 1618, il s'inscrit à l'Accademia del Disegno. 
En 1605, avec le peintre siennois Pietro Sorri (1556 - 1621/1622), il exécute une de ses premières commandes en décorant la chapelle Brunaccini dans basilique della Santissima Annunziata à Florence.
En 1619, il  participe à plusieurs importants projets décoratifs à Florence : dans le Palazzo dell'Antella (trois Vertus (1619-1620). En 1622-1623 à la Villa di Poggio Imperiale, quatre panneaux dans la petite chapelle de la Sala di Cosimo II et les lunettes des autres chambres, et dans le Casino Mediceo, les décorations de la chapelle de la Sala di Francesco Ier.
Sa commande la plus importante a été réalisée entre 1638-1642 au palais Pitti de Florence, où il a complété le [Salone degli Argenti] laissé inachevé par Giovanni da San Giovanni (avec Laurent le Magnifique parmi les artistes florentins) (in situ).
Pour son plus important mécène, Andrea del Rosso (1640-1715), il a peint les fresques de sa chapelle privée, dans son palais de la Via Chiara, ainsi qu'au moins quatorze tableaux.

## Œuvres
- Saint Vincent Ferrer, Basilique San Marco, Florence,
- Adoration des mages, Santa Maria del Carmine,
- Retable de la chapelle du Saint-Sacrement, cathédrale, Colle di Val d'Elsa,
- Tancrède et Erminie et Ecce Homo, palais Pitti,
- Communion de saint Jérôme, l'église de Santa Anna,
- Judith (v. 1625-1630), cathédrale, Pise,
- La Vierge à l'Enfant et saints (années 1630), église San Fedele, Poppi, Arezzo,
- Rebecca (v. 1626-1627), Kunsthist. museum, Vienne,
- Le Triomphe de David (1640), huile sur toile, 131,5 × 101 cm, collection Haukohl, Houston,
- La Vocation de saint André et saint Pierre, église San Gaetano, Florence,
- Saint Jean montrant le Christ à saint André, San Gaetano, Florence.
- Adoration des mages, Église Santa Maria del Carmine, Florence,
- Michel-Ange montrant à Lorenzo il Magnifico, la tête d'un Faune, Palais Pitti, Florence,

## Anecdote
En 2007, une de ses toiles, Le Triomphe de David en exposition au Milwaukee Art Museum a été vandalisée.